# Hockeria insecutor
Hockeria insecutor is een vliesvleugelig insect uit de familie bronswespen (Chalcididae). De wetenschappelijke naam is voor het eerst geldig gepubliceerd in 1939 door Masi.